# Wapen van Heesch

Wapen van Heesch

Het wapen van Heesch werd op 16 juli 1817 bij besluit van de Hoge Raad van Adel aan de toenmalige Noord-Brabantse gemeente Heesch bevestigd. Op 1 januari 1994 ging Heesch, samen met de gemeenten Nistelrode en Heeswijk-Dinther op in een nieuwe gemeente die aanvankelijk ook Heesch genoemd werd, maar na een jaar verderging onder de naam Bernheze. Door de wijzigingen kwam het wapen van Heesch te vervallen. De wapens van de samenstellende gemeenten waren te verscheiden om samengevoegd te worden, zodat het wapen van Bernheze geheel nieuw werd ontworpen.

## Blazoenering
De blazoenering bij het wapen luidt als volgt:
Van lazuur beladen met St.Petrus, staande op een terras, alles van goud.
De heraldische kleuren zijn lazuur (blauw) en goud (geel). Dit zijn de rijkskleuren. De beschrijving is later toegevoegd, oorspronkelijk stond in het register uitsluitend een tekening.

## Geschiedenis
Het wapen is afgeleid van een schependomzegel van Heesch, waarop de patroonheilige St. Petrus is afgebeeld. Bij de aanvraag van het wapen waren de kleuren waarschijnlijk niet gespecificeerd, waardoor het is verleend in de rijkskleuren goud op blauw.